# المتحف البريطاني للعملات المعدنية والميداليات
المتحف البريطاني للعملات المعدنية والميداليات هو قسمٌ من أقسام المتحف البريطاني يتضمن معرض المسكوكات، ويضمُّ أكبر مكتبة من القطع الأثرية للنقود في المملكة المتحدة، بما في ذلك ما يقرب من مليون قطعة نقدية وميداليات ورموز وغيرها من الأعمال ذات الصلة. تمتد المجموعة في تاريخ العملات من أصولها في القرن السابع قبل الميلاد إلى يومنا هذا، وهي تمثل تقاليد النقود الشرقية والغربية.

## التاريخ
شكلت المسكوكات جزءًا مهمًا من وصية عام 1753 للسير هانز سلون والتي شكلت المجموعة الأصلية للمتحف البريطاني، والتي تضم حوالي 20000 قطعة. تم دمج المجموعة في دائرة الآثار في عام 1807، قبل إنشاء قسم منفصل للعملات المعدنية والميداليات في 1860-181.

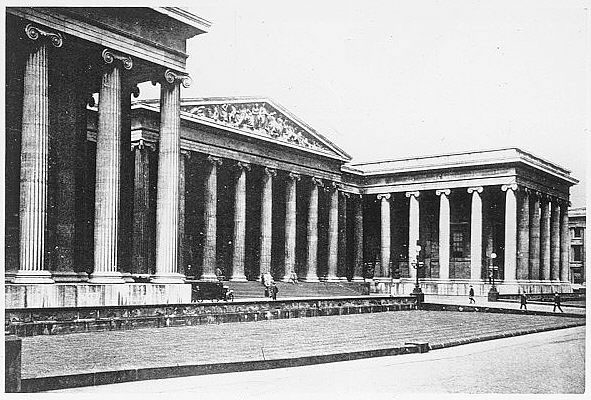
واجهة المتحف البريطاني

كما هو الحال في أجزاء أخرى من المتحف، تمكن القسم من توسيع مجموعته عن طريق الشراء والتبرع والوصاية، وقد استفاد القسم من سخاء هواة جمع العملات مثل كلايتون مورداونت كراشيرود وسارة بانكس وإدوارد هوكينز والسير ألكسندر كننغهام وجورج بليزبي. من نقاط القوة المهمة في المجموعة العملات المعدنية البريطانية من جميع الأعمار، والتي استفادت من قانون الكنوز القديم، وقد مكَّن هذا المتحف من شراء كنوز مهمة من العملات الذهبية والفضية، والتي دُفن الكثير منها خلال فترات الأزمات أو الاضطرابات. هناك ما يقرب من 9000 قطعة نقدية وميدالية وأوراق نقدية معروضة حول المتحف البريطاني. يمكن العثور على أكثر من نصفها في معرض سيتي موني (بالإنجليزية: Citi Money Gallery)‏ الذي يُعرَف بالمعرض 68، بينما يُشكّل الباقي جزءًا من العروض الدائمة في جميع أنحاء المتحف. يمكن رؤية عناصر المجموعة الكاملة من قبل عامة الناس في غرفة الدراسة عن طريق التعيين. احتفلَ القسم بالذكرى السنوية الخمسين بعد المائة لتأسيسه في عام 2011.

## البحوث والمنشورات والمعارض
يمتلك القسم تاريخًا بحثيًا قويًا، وما يدعمُ ذلك المنشورات والمعارض والأنشطة الأخرى التي نظمها.
المنشورات المصاحبة للمعارض
- 1881: دليل للميداليات الإنجليزية المعروضة في مكتبة الملك
- 1881: دليل للميداليات الإيطالية المعروضة في مكتبة الملك، بواسطة كيري.
- 1883: المتحف البريطاني: معرض لوثر، 1883، في مكتبة جرينفيل، بواسطة جورج بولن
- 1924: دليل معرض الميداليات التاريخية بالمتحف البريطاني
- 1924: دليل لمعرض ميداليات عصر النهضة في المتحف البريطاني بقلم جي إف هيل
- 1975: 2000 عام من العملات المعدنية والميداليات
- 1979: فن الميدالية بقلم مارك جونز
- 1987: الميداليات البريطانية المعاصرة، بقلم مارك جونز[6]
- 1990: مزيف؟ فن الخداع لمارك جونز
- 1993: عملات طريق الحرير: مجموعة هيراياما. معرض قرض في المتحف البريطاني لكاتسومي تانابي
- 1993: كتيب مصور بقلم روجر بلاند وكاثرين جونز
- 1994: صور نساء على نقود ورقية، بقلم فرجينيا هيويت
- 1996 بعد ماراثون: الحرب والمجتمع والمال في اليونان القرن الخامس
- 1998: همفري كول: النعناع والقياس والخرائط في إليزابيث إنكلترا، محرر. سيلك أكيرنان
- 1998: رموز الحب المُدان: القلوب الرصاصية التي تركها المدانون وراءهم، بقلم ميشيل فيلد وتيموثي ميليت
- 1999: عملات سحرية لجاوة وبالي وشبه جزيرة الملايو، من القرن الثالث عشر إلى القرن العشرين، بقلم جو كريب
- 1999: مرآة معدنية: صور عملات معدنية، بقلم ستيفن ساك
- 1999: الحجم غير المادي: منحوتة محمولة باليد في التسعينيات من تصميم لوك سيسون
- 2000: المتمردون والمدعون والمحتالون، بقلم كلايف تشيزمان وجوناثان ويليامز [7]
- 2003: الميداليات الإيطالية ج. 1520–1600 في المجموعات العامة البريطانية، بقلم فيليب أتوود [8]
- 2004: شارات بقلم فيليب أتوود[9]
- 2008: شارات الرئيس ماو: رموز وشعارات الثورة الثقافية، بقلم هيلين وانغ[10]
- ميداليات العار عام 2009، من تأليف فيليب أتوود وفيليسيتي باول [11]
- 2010: المال في أفريقيا، أد. بقلم كاثرين إيغلتون وهاركورت فولر وجون بيركنز[12]
- 2011: إريك جيل: شهوة الرسائل والخط، بقلم روث كريب وجو كريب[13]
- الكتاب المقدس والعملات المعدنية لعام 2013، بقلم ريتشارد عبدي وأميليا داولر[14]
- 2014: بجد في العمل: يوميات ليونارد ويون 1853-1867، بقلم فيليب أتوود[15]
- 2015: التاريخ المخفي بقلم إليانور غي [16]
- 2016: تشويه الماضي، بقلم داريو كالومينو [17]
- 2019: اللعب بالمال: العملات والألعاب، بقلم روبرت براسي (لندن: سبينك)
- 2020-22: تنافس روما. عملات وثقافة بارثية، بقلم فيستا سرخوش كيرتس وألكسندرا ماجوب (لندن: سبينك، 2020، طبع، 2022)

## أعضاء القسم
بالإضافة إلى كونهم خبراء نقودي، كان طاقم القسم أيضًا من علماء اللغة والمؤرخين وعلماء الآثار ومؤرخي الفن والكلاسيكيين وعلماء القرون الوسطى والمستشرقين والمؤلفين وغيرهم.

## أنظر أيضا
- علم العملات

## رابط خارجي
- فهرس الكتاب الرقمي

## معرض الصور

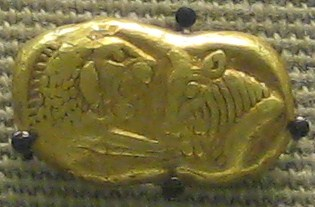
عملة ذهبية لكروسوس، ليديان، تركيا الحديثة، ج. 550 ق
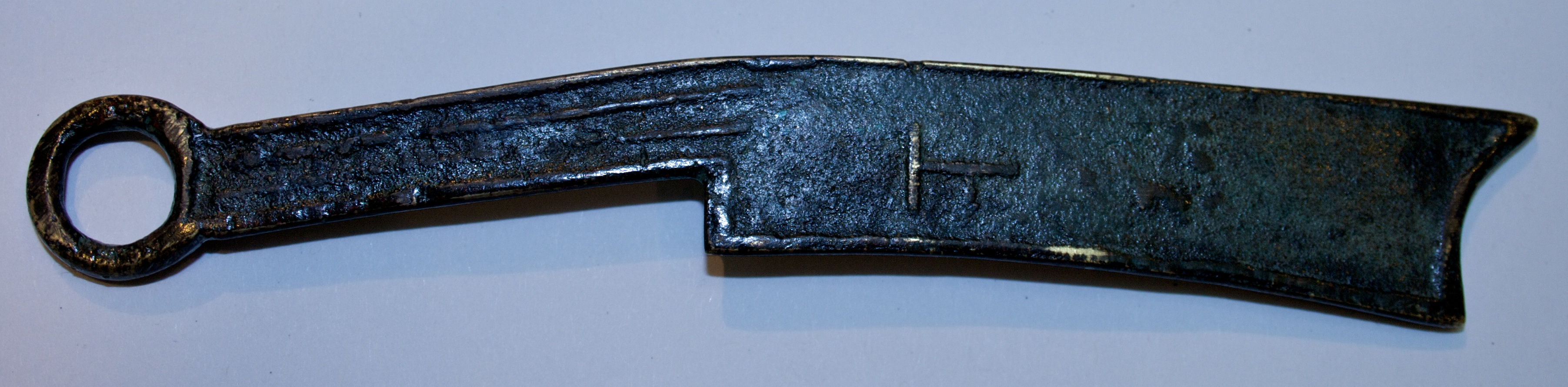
نقود السكين المصنوعة من البرونز، الصين، القرنين الرابع والثالث قبل الميلاد
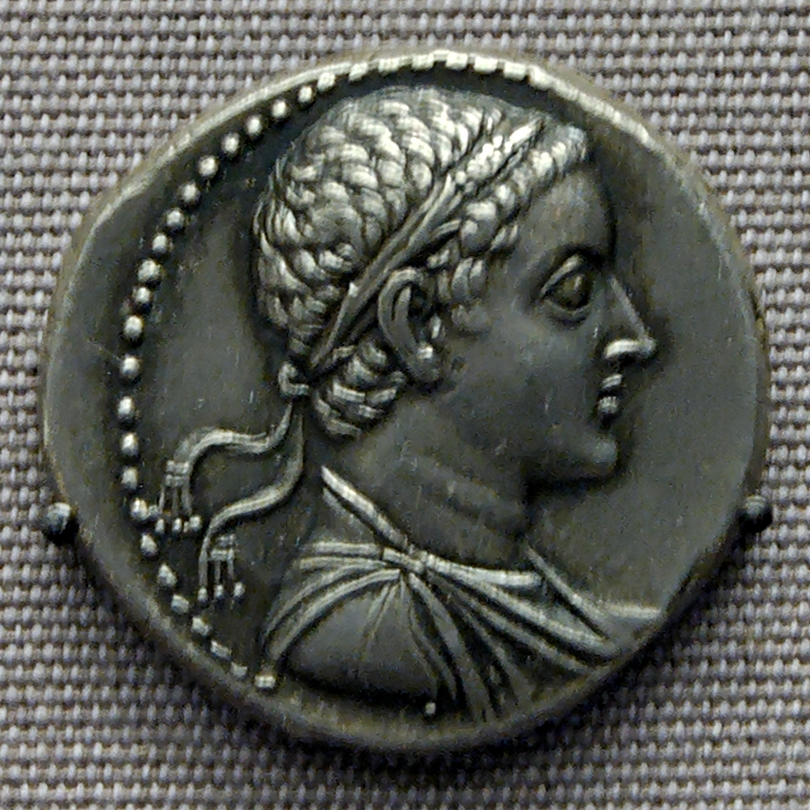
تترادراكم صادر عن بطليموس الخامس، اليونان، 204-181 ق
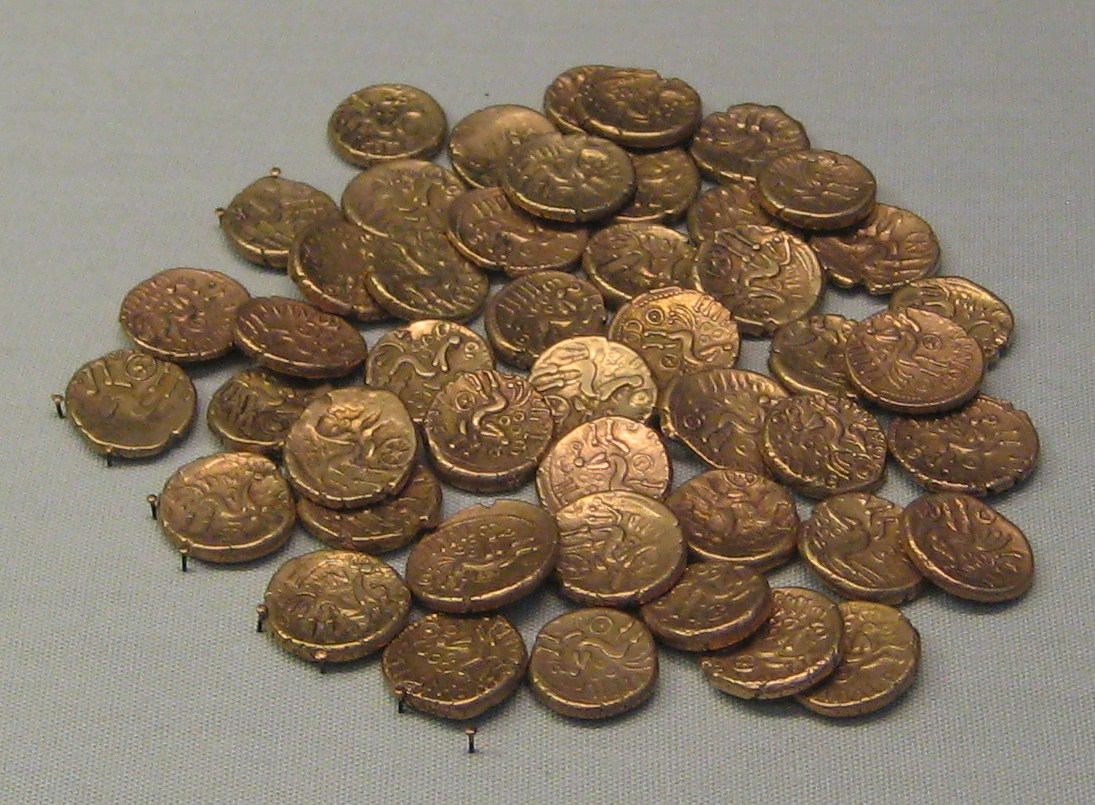
50 ستاتر ذهبي من كوميوس وتينكوماروس وإيبيلوس ألتون، جنوب إنجلترا، القرن الأول قبل الميلاد - القرن الأول الميلادي
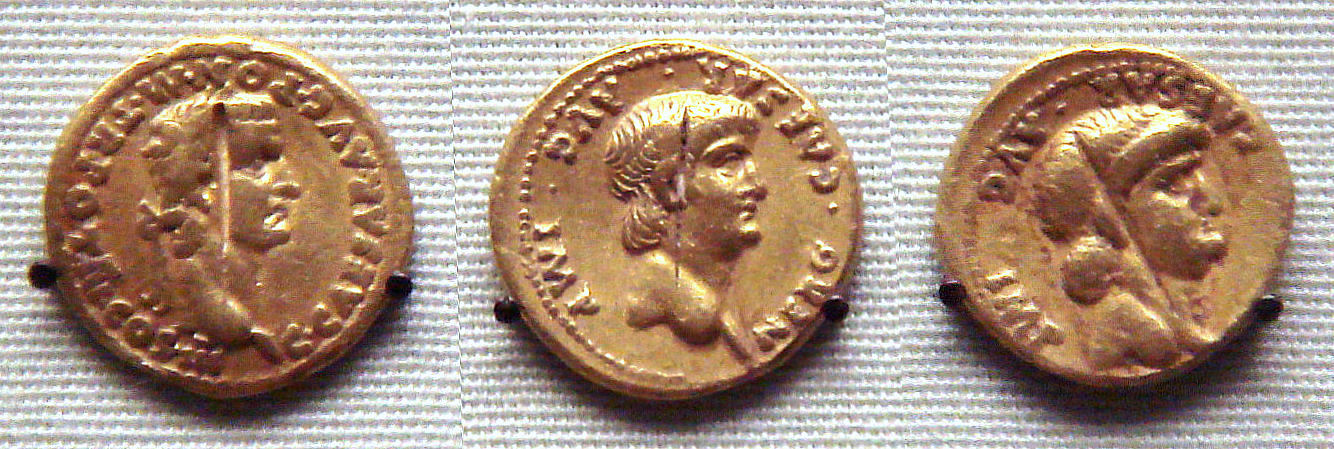
عُثر على عملات رومانية من نيرو وكاليجولا في بودوكوتاي، الهند، القرن الأول الميلادي
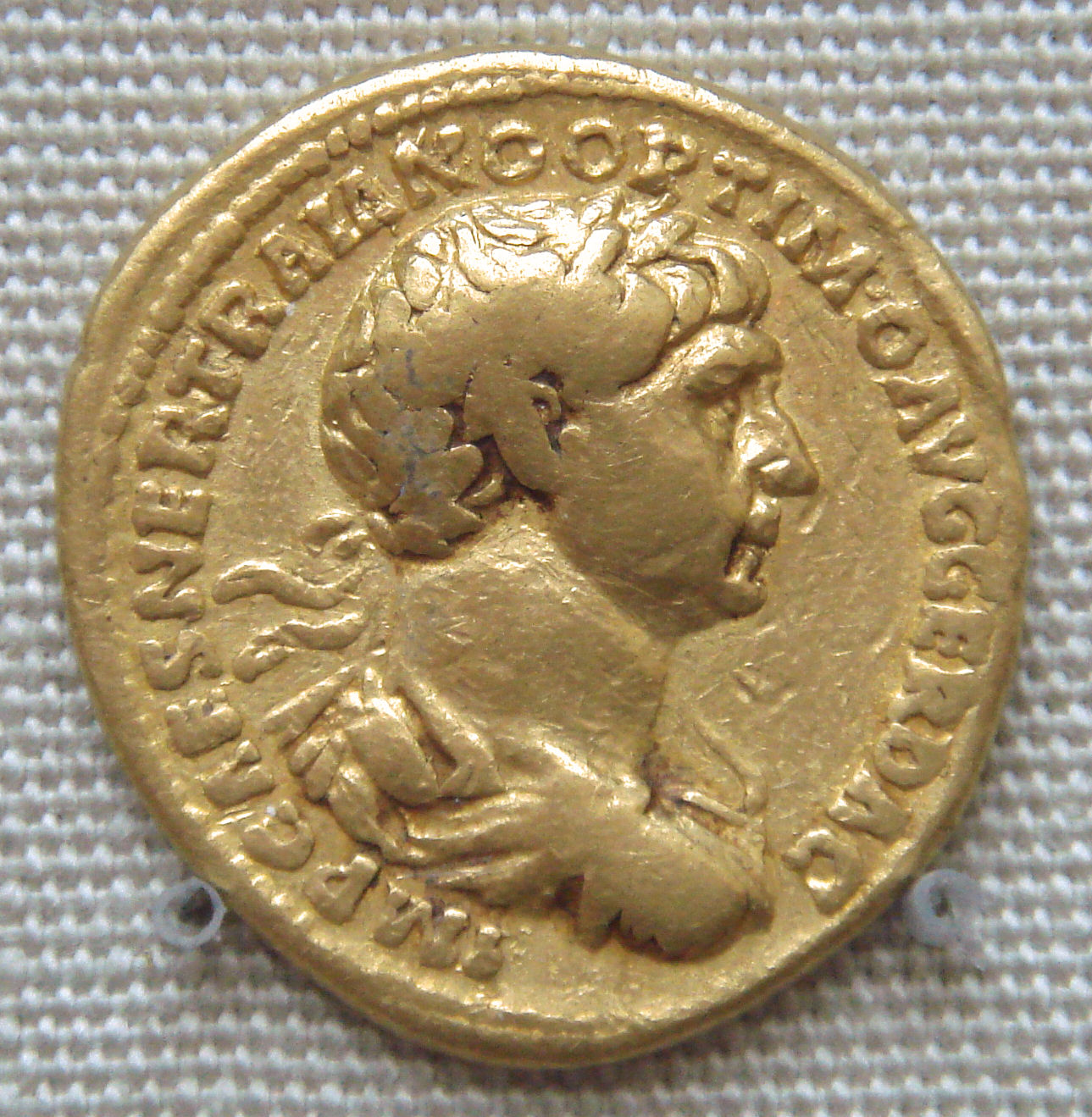
عملة تراجان من دير أهين بوش البوذي في أفغانستان، القرن الثاني الميلادي
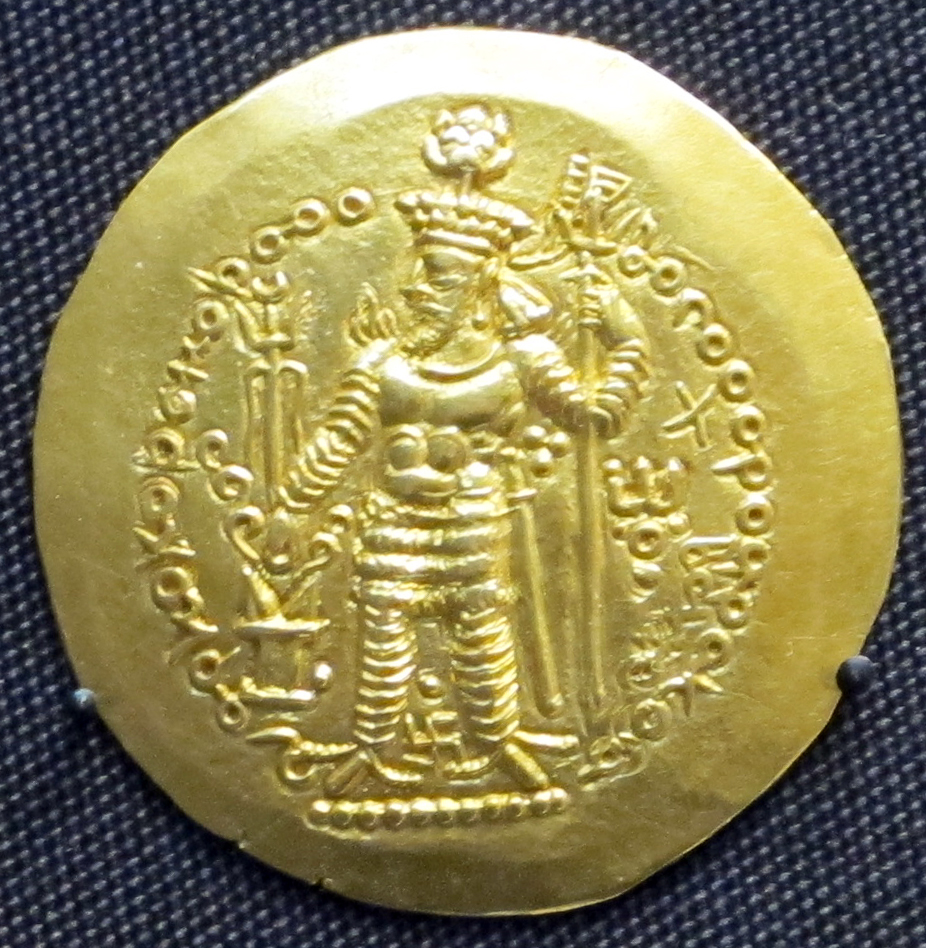
عملة ذهبية من باكتريا، أفغانستان، القرن الرابع الميلادي
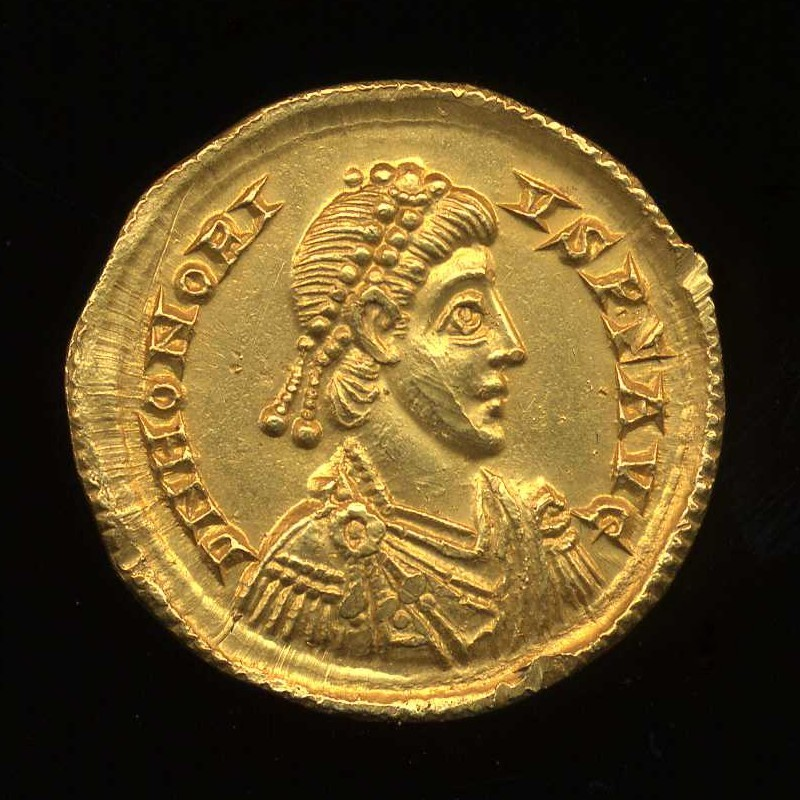
عملة ذهبية للإمبراطور هونوريوس، إنجلترا، القرنين الرابع والخامس بعد الميلاد
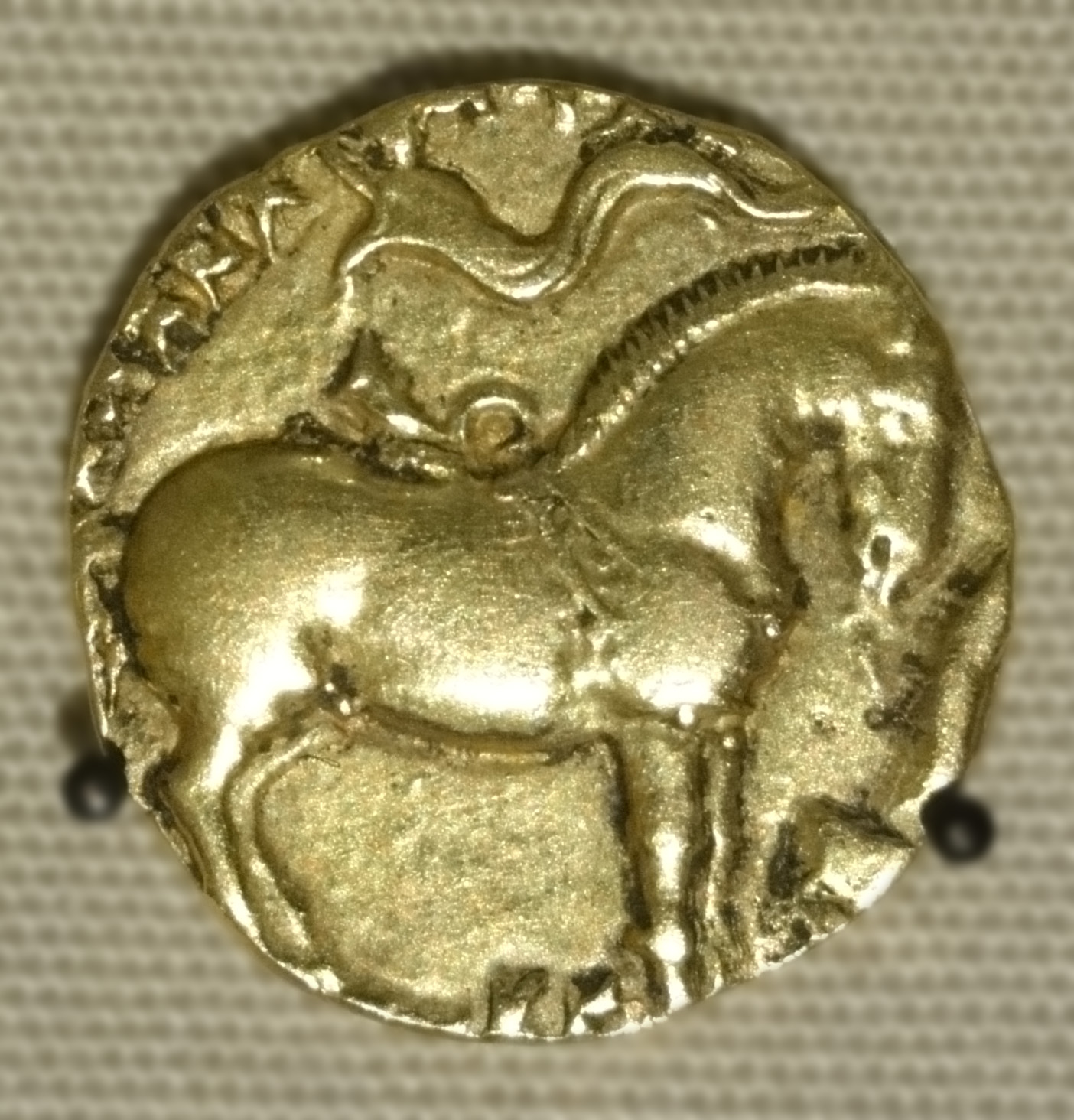
عملة ذهبية لكوماراغوبتا 1، إمبراطورية جوبتا، الهند، 415-455 م
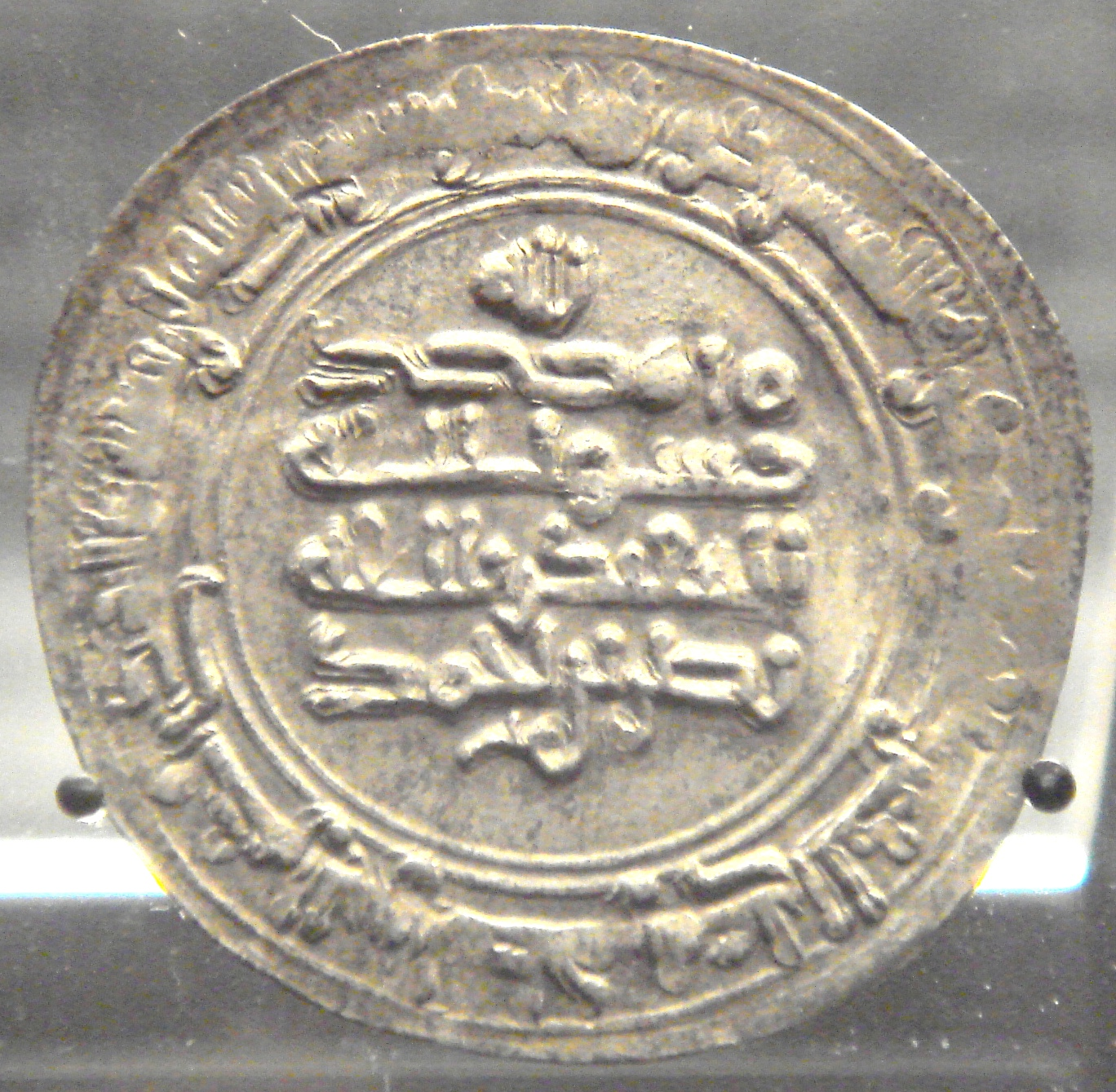
نصر الثاني، عملة نيسابور، آسيا الوسطى، 921-922 م